# Condé-sur-Seulles
Condé-sur-Seulles è un comune francese di 239 abitanti situato nel dipartimento del Calvados nella regione della Normandia.

## Società

### Evoluzione demografica
Abitanti censiti